# ウェルシュ・コーギー・ペンブローク
ウェルシュ・コーギー・ペンブローク（英: Pembroke Welsh Corgi）は、犬種の1つ。原産地はイギリスのウェールズで、牧畜犬として活躍していた。
似た犬種に、ウェルシュ・コーギー・カーディガンがある。1930年代に、イギリスやアメリカで、別々の犬種として初めて登録された。
イギリスのエリザベス女王の飼い犬（ロイヤル・コーギー）として知られるのは本種であり、ロイヤル・コーギーはエリザベス女王を象徴するものの一つとして捉えられることもある。イギリス王室との関係は、1933年に即位前のジョージ6世（ヨーク公アルバート。エリザベス女王の父）が本種を購入したことに始まる。エリザベスは1944年、18歳の誕生日にスーザンを贈られており、現在に至るロイヤル・コーギーの多くはスーザンの子孫である。

## 特徴

### 体型
胴長で短足、骨太、人為的な断尾処置による非常に短い尻尾が特徴。耳がピンと立っている。体重は10～15kg。本来は筋肉質で体力に富む。体毛はダブルコートで保温力に優れ、毛色はレッド、フォーン、セーブル、ブラックタン、トライが主。

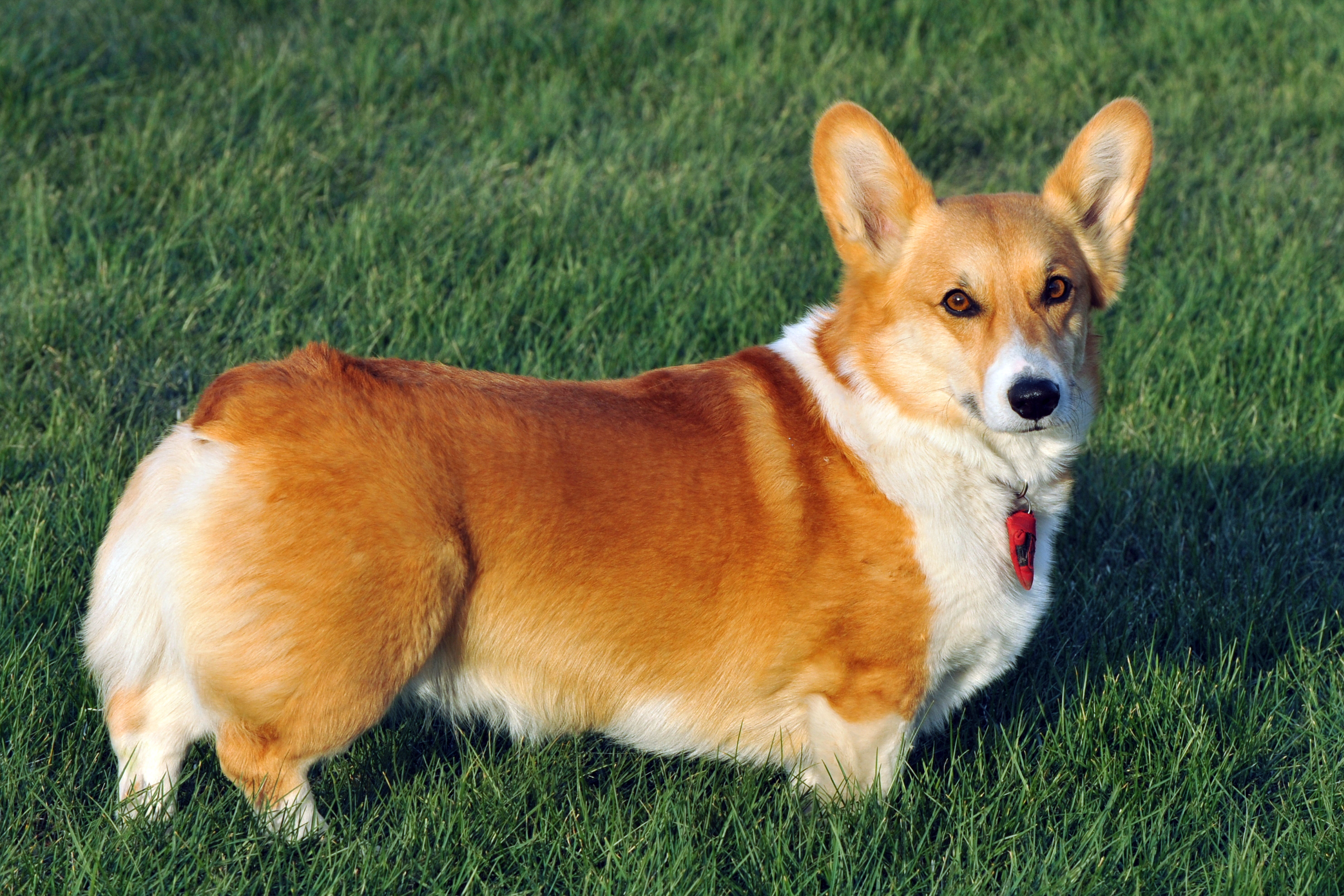
短い尻尾

#### 尻尾
尻尾の長さは犬種スタンダードに含まれないため、尻尾は生後数週間で切断（断尾）されるのが一般的であった。元々ウェールズで牧畜犬として働いていた際、主に世話をするのは羊よりも牛の方が多く、牛に尻尾を踏まれて怪我をすることを避けるために、ウェールズのペンブルックシャー州で尻尾を切る習慣が始まったためである。
切断の方法は、尻尾の根元をバンド状のもので締め付け、人為的な血行障害をおこさせて行う。尾骨の関節で切断されるため、実施方法によっては完全に根本から切断されず、ごく短い尻尾が残っている個体もみられる。従来、生後数週間であればこの方法によりほぼ無痛で断尾ができると考えられたが、子犬でも痛覚が発達しており負担がないとは言いきれないとの指摘もあって、動物愛護の観点から断尾が見直される傾向があり、いくつかの国では断尾を禁止する法律も施行されているが、日本ではコーギー＝尻尾が短い、または無いと言うイメージが多いためか、多くは断尾されている（ペットとして飼うなら、他の犬種と同様に尻尾があっても何も不都合はない。）。
ペットショップなどでは断尾されている状態で売られている事がほとんどのため、もともと尻尾が短い、または無いと誤解されがちだが、本来は長くふさふさしたキツネのような尻尾がある。一説によれば、コーギーの断尾は耳も尻尾も毛の色も似ているキツネと間違えないようにするため、とも言われている。

### 性格
- とても活発で運動が大好き。
- 頭がよく、物覚えが良い。好奇心も旺盛だが、もともとヒーラー（牛や羊などのかかとに噛み付いて、吠えながら追いかける）として繁殖された犬種のため、散歩中の飼い主の足に噛み付くこともある。
- 社交的で飼い主にも従順な面もあるが、神経質な個体では咬傷事故もしばしばある。
- 警戒心が強いので吠えることもある。

## カーディガン種との違い

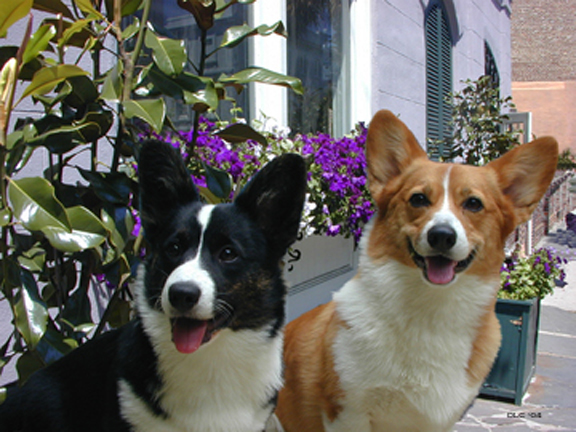
左がカーディガン、右がペンブローク

- 一般的に、ほとんどのペンブロークは断尾している。（ペンブローク種も本来はカーディガンのような長い尻尾がある。）
- カーディガンと比べ、興奮しやすく落ち着きがない。
- 歴史はカーディガンの方が古い。ペンブロークについては、正確な発祥はわかっていない。一説によると、ベルギー北部のフラマン人がウェールズ地方に連れて行った犬が祖先であるといわれる。

## 飼育上の注意
- 食欲旺盛で太りやすく、食べ物に対する執着は強い。そのため飼い主による食事管理と毎日の運動が欠かせない。
- 寒い地方の原産のため、高温多湿の日本の夏には比較的弱い。同じ理由により、皮膚にトラブルを持つ個体も比較的多い。
- 太ると脊椎、特に腰椎に負担がかかるのはカーディガンやダックスフントと同じ。また、階段での運動、フローリング等の滑りやすい床での運動は、腰椎に負担をかけるので注意が必要。それに加えコーギーは活発で運動好きな性格のため、全てのコーギーは腰回りと脚に爆弾を抱えているともいえる。
- 毎日朝晩の十分な運動は必要だが、動くものに強く反応するため車やバイクなどに突進することもある。
- 毛はダブルコートで二重構造になっており、夏場の地面からの照り返しには十分な注意が必要である。また、抜け毛が非常に激しいため室内飼育の場合は、衛生環境を確保するのに頻繁な掃除が必要となる。
- 個体によっては10歳前後から、変性性脊髄症（Degenerative Myelopathy、DM）を発症する場合がある。また原因不明のため治療方法が存在しない。よって発症から約3年で死に至る。
- スウェーデンでは、レポートによると変性性脊髄症が1984年に1件あったきりだということから近親繁殖を徹底的に避けることによって防ぐことができると考えられる。

## 飼育状況
2013年にイギリスで産まれ、登録されたコーギーの数は241匹であり、絶滅危惧種とされる。その原因として、前述の断尾禁止法により、コーギーの外見が変わってしまうため、ブリーダーが繁殖をやめてしまったという説がある。
イギリスで2016年に登録された新生子は393匹で依然として絶滅が危惧される状況となっている。

## 登録件数の推移
| 年   | 2016 | 2015 | 2014 | 2013 | 2012 | 2011 | 2010 | 2009 | 2008 | 2007  | 2006  | 2005  | 2004  | 2003  | 2002  | 1999  |
| ---- | ---- | ---- | ---- | ---- | ---- | ---- | ---- | ---- | ---- | ----- | ----- | ----- | ----- | ----- | ----- | ----- |
| 頭数 | 5385 | 5336 | 5612 | 5832 | 6267 | 6647 | 7185 | 8533 | 9602 | 11198 | 14382 | 18426 | 22783 | 28494 | 30940 | 21064 |